# اس‌اس اوفیر

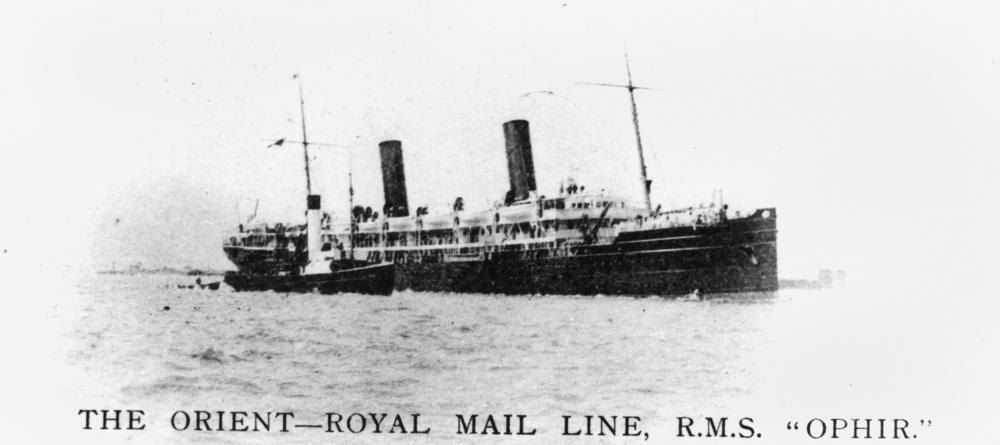
کشتی اس اس اوفیر ۱۸۹۱

اس‌اس اوفیر (به انگلیسی: SS Ophir) یک کشتی بود که طول آن ۴۶۵ فوت (۱۴۲ متر) بود. این کشتی در سال ۱۸۹۱ ساخته شد.